# فهرست دودمان‌های مصر باستان
در تاریخ مصر باستان، منظور از دودمان، شماری از فرمانروایان است که ریشه (نسل) مشترک دارند. آنها معمولاً و نه همیشه به ۳۲ دودمان فرعونی تقسیم می‌شوند. برخی دودمان‌ها تنها بر بخشی از مصر فرمانروایی می‌کردند از این رو گاهی چند دودمان، همزمان بودند. دودمان هفتم احتمالاً اصلاً وجود نداشته و دودمان دهم احتمالاً ادامهٔ دودمان نهم بوده؛ همچنین احتمالاً پیش از دودمان نخست مصر، دوره پیش‌دودمانی بوده و یک یا چند دودمان دیگر وجود داشته‌است.

## دورهٔ دودمان‌های نخست
- دودمان نخست مصر (تینیس)
- دودمان دوم مصر (تینیس)

## پادشاهی باستان
- دودمان سوم مصر (منف)
- دودمان چهارم مصر (منف)
- دودمان پنجم مصر (منف)
- دودمان ششم مصر (منف)

## دورهٔ میانی نخست
- دودمان هفتم مصر (منف، طبق گفته‌های مان‌تو),[۱]: 396  معمولاً نادرست انگاشته می‌شود.[۱]: 393 [۲]: xiii
- دودمان هشتم مصر (منف، برپایهٔ گفته‌های مان‌تو)[۱]: 396
- دودمان نهم مصر (هراکلئوپولیس)
- دودمان دهم مصر (هراکلئوپولیس), ادامهٔ دودمان نهم[۳]

## پادشاهی میانی
- دودمان یازدهم مصر (تبای)
- دودمان دوازدهم مصر (ایچتاوی، ناحیهٔ فیوم)
- دودمان سیزدهم مصر (ایچتاوی)

## دورهٔ میانی دوم
- دودمان چهاردهم مصر (اواریس)
- دودمان پانزدهم مصر (اواریس)
- دودمان شانزدهم مصر (نامعلوم، تبای یا اواریس)
- دودمان ابیدوس (نامعلوم، ابیدوس)
- دودمان هفدهم مصر (تبای), همزمان با دودمان پانزدهم

## عصر جدید
- دودمان هجدهم مصر (تبای، عمارنه بعد دوباره تبای[نیازمند منبع])
- دودمان نوزدهم مصر (تبای، منف، سپس پر-رامسس[نیازمند منبع])
- دودمان بیستم مصر (پر-رامسس)

## دورهٔ میانی سوم
- دودمان بیست و یکم مصر (تانیس)
  - کاهنان اعظم آمون در تبس
- دودمان بیست و دوم مصر (تپه بسطه)
- دودمان بیست و سوم مصر (نامعلوم، احتمالاً هراکلئوپولیس، الاشمونین، یا تبای)
- دودمان بیست و چهارم مصر (سائیس، غرب دلتای نیل)
- دودمان بیست و پنجم مصر (منف، در کنترل حکومت خارجی نپته، نوبه)

## دورهٔ آخر
- دودمان بیست و ششم مصر (سائیس)
- دودمان بیست و هفتم مصر یا نخستین ساتراپ مصری (در کنترل نخستین شاهنشاهی پارسی)
- دودمان بیست و هشتم مصر (سائیس[نیازمند منبع])
- دودمان بیست و نهم مصر (Mendes)
- دودمان سی‌ام مصر (سمنود[نیازمند منبع])
- دودمان سی و یکم مصر (در کنترل شاهنشاهی هخامنشی)

## دورهٔ رومی - یونانی
- Argead dynasty (اسکندریه)
- دودمان بطلمیوسی (اسکندریه)
- مصر (استان روم) (اسکندریه، جزو فرمانروایی رم)